# يوم الطابع البريدي

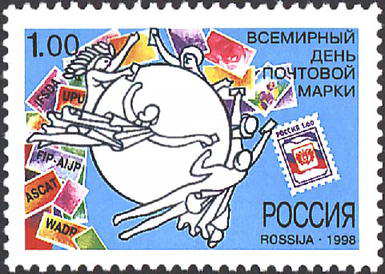
طابع بريدي روسي من عام 1998 يحتفل باليوم العالمي للطوابع البريدية

يوم الطابع البريدي هو إصدار للطوابع البريدية يهدف إلى الترويج لاستخدام الطوابع التذكارية على البريد وتشجيع جمع الطوابع.
تقليديًا، ترتبط مواضيع إصدارات يوم الطابع بتاريخ البريد: شخصيات بارزة، سيارات بريدية، سعاة بريد، أوائل الطوابع التي أصدرتها الدولة، وغيرها. ومنذ تسعينيات القرن الماضي، تستغل العديد من الإدارات البريدية مناسبة يوم الطابع لجذب الشباب إلى جمع هذه الطوابع من خلال مواضيع جذابة، مثل أبطال القصص المصورة في فرنسا منذ عام 1999.
في فرنسا، كان هذا الإصدار جزءًا من الطوابع الخيرية لصالح الصليب الأحمر الفرنسي حتى عام 2003.

## تاريخ
فكرة الاحتفال بيوم الطابع البريدي كعيد خاص ولدت في عام 1934 من قبل الفيلاتيلي الشهير من برلين هانس فون رودولف، الذي كان في عام 1930 منظمًا ومديرًا للجنة التنفيذية للمعارض العالمية للطوابعية IPOSTA في برلين، وفيما بعد أصبح رئيسًا للاتحاد الإمبراطوري للفيلاتيلين في ألمانيا، وعضوًا في لجنة التحكيم لجوائز المعارض الدولية PEXIP في باريس عام 1937 وPRAGA في براغ عام 1938. قدم فون رودولف اقتراحه لأول مرة في عام 1934 خلال اجتماع البوندستاغ في غدانسك. وفقًا له، سيكون يوم الطابع البريدي أداة قوية في تعزيز القبول الاجتماعي ويصبح أداة مؤثرة في أوركسترا الدعاية في الرايخ. تم مناقشة الفكرة والموافقة عليها في إطار أيام الفيلاتيلين الألمان في عام 1934 في غدانسك وفي عام 1935 في ماينتس. قامت النمسا بالاحتفال بيوم الطابع البريدي لأول مرة في 1 ديسمبر 1935، بينما تم الاحتفال به لأول مرة في الرايخ الثالث في 7 يناير 1936 بمناسبة ذكرى ميلاد مؤسس الاتحاد البريدي العالمي هنريش فون ستيفاني.
في 29 أغسطس 1936، أعلن الاتحاد الدولي للطوابعية في مؤتمره الحادي عشر الذي عقد في لوكسمبورغ عن يوم الطابع البريدي العالمي في الأحد الذي يلي 7 يناير، ونصحت الدول الأعضاء بأن تحتفل بهذا اليوم من خلال فعاليات متعلقة بالطوابعية، وخاصة من خلال إصدار طوابع تذكارية. كما أبدت رغبة في إصدار طوابع مشتركة مخصصة لهذا اليوم، ولكن لم يتم تطوير هذا الاقتراح. وبعد عام، في 22 يونيو 1937، تم تعديل قرار لوكسمبورغ في المؤتمر الثاني عشر للاتحاد الدولي للطوابعية في باريس، حيث تم منح الدول الأعضاء في المنظمة الدولية الحق في تحديد التاريخ الذي سيتم الاحتفال فيه بيوم الطابع البريدي.
بعد عام 1948، تم نقل يوم الطابع البريدي في ألمانيا إلى آخر يوم أحد في شهر أكتوبر. في إيطاليا، يتم الاحتفال بهذا اليوم في 20 ديسمبر، وهو تاريخ إنشاء أول طابع بريدي في ذلك البلد. في فرنسا، أصبح هذا اليوم معروفًا لأول مرة في عام 1938. وتم إصدار أول طوابع مخصصة لهذا اليوم في 9 ديسمبر 1944 لصالح المساعدات الفرنسية. ومنذ عام 1947، يتم الاحتفال بيوم الطابع البريدي في هذا البلد في شهري فبراير أو مارس.

## وصف
تقليديًا، يتم تنظيم إصدارات الطوابع البريدية التذكارية الخاصة في هذا اليوم. وعادة ما ترتبط مواضيع هذه الطوابع بتاريخ البريد، مثل الشخصيات التاريخية، سعاة البريد، ووسائل النقل البريدي، وأول طابع بريدي تم إصداره في ذلك البلد، وغيرها. يرتبط هذا اليوم أيضًا بأحداث بريدية وطوابعية أخرى مثل الإصدارات الخاصة، المعارض الطوابعية، المهرجانات، وغيرها من الفعاليات المماثلة.
يُعتبر أن يوم الطابع البريدي يُحتفل به خلال أسبوع الرسائل. ومع ذلك، كتبت مجلة "الطوابعية" في عام 1972 أن هذا مجرد مصادفة تقويمية (يتم تنظيم الأول تحت رعاية الاتحاد الدولي للطوابعية، والآخر بمبادرة الاتحاد البريدي العالمي)، ويُعتبر يوم الطابع البريدي هو نفسه يوم الطوابعية.

## الحداثة
ابتداءً من التسعينيات، بدأت العديد من الهيئات البريدية باستخدام يوم الطابع البريدي لجذب الشباب نحو جمع الطوابع، ومن أجل هذا الهدف، تم تصميم طوابع بصور جذابة للشباب. على سبيل المثال، في فرنسا، منذ عام 1999، كانت هذه الطوابع تمثل شخصيات مشهورة من القصص المصورة. حتى عام 2003، كانت هذه الطوابع من الطوابع الخيرية لصالح الصليب الأحمر الفرنسي.
في سويسرا، يتم دائمًا الاحتفال بيوم الطابع البريدي بإصدارات خاصة. ويمكن أخذ مثال من المجر، حيث أصبح هذا اليوم مشهورًا ويرتبط بإصدار الطوابع المناسبة. على سبيل المثال، في 9 سبتمبر 1975، تم إصدار سلسلة من الطوابع الخيرية مخصصة ليوم الطابع البريدي وتم إنتاجها بطريقة الطباعة الملساء غير المباشرة. كان رسام السلسلة هو إ. فيرتيل. كانت جميع الطوابع تحمل قيمة اسمية قدرها 2 + 1 فورنت. اختتمت السلسلة بكتلة بريدية مكونة من 4 طوابع تحمل نفس القيمة الاسمية. في يوم الإصدار، تم ختم الطوابع والكتل البريدية بأختام خاصة.
يتمتع يوم الطابع البريدي بشعبية أيضًا في الدول الأفريقية. على سبيل المثال، في تونس، تم إصدار طابع بريد يحمل قيمة اسمية قدرها 100 مليم في 29 سبتمبر 1975 بمناسبة هذا اليوم.

## الطوابعية
في 25 نوفمبر 1984، تم تأسيس منظمة لدراسة يوم الطابع البريدي من قبل عدة هواة طوابعية متحمسين في ألمانيا الغربية (منظمة البحث عن يوم الطابع البريدي) وهي فرع من الاتحاد الألماني للفيلاتيلين. قامت هذه المنظمة بنشر مجموعة خاصة من الفهارس للطوابع البريدية الألمانية، والتي كانت مكونة من جزئين:
1. "يوم الطابع البريدي في ألمانيا من 1936 إلى 1960" (الصفحات 1-143)
2. "المناطق المحتلة في الإمبراطورية الألمانية وألمانيا بعد 1945" (الصفحات 144-239).

بالإضافة إلى ذلك، هناك كتاب بعنوان "أيام الطابع البريدي الأولى في العالم" للباحثين فرانك نويشافر وزولت ديبريتسيني، الذي نشرته نفس المنظمة البحثية، ويتضمن معلومات حول الإصدارات الأولى للطوابع التذكارية المواضيعية في مختلف دول العالم، وكذلك عن الإلغاءات الخاصة وغيرها. سعر الكتاب بدون شحن هو 78 يورو.
كما أن هناك فهرس "زومشتاين" المخصص للطوابع المواضيعية تحت عنوان "فهرس يوم الطابع البريدي السويسري"، ويمكن الحصول عليه مقابل 18 فرنك سويسري.